# Каржари (Прахова)
Каржари (рум. Cârjari) насеље је у Румунији у округу Прахова у општини Валканешти. Oпштина се налази на надморској висини од 269 m.

## Становништво
Према подацима из 2002. године у насељу је живело 770 становника, од којих су сви румунске националности.